# Rocky Mountain Mystery
Rocky Mountain Mystery (Brasil: O Inválido Poderoso / Portugal: Sonhos de Ouro) é um filme norte-americano de 1935, do gênero faroeste, dirigido por Charles Barton e estrelado por Randolph Scott e Charles 'Chic' Sale.
Último dos dez filmes baseados em obras de Zane Grey que Randolph Scott estrelou. A Paramount escalou Buster Crabbe para as adaptações seguintes.
Rocky Mountain Mystery encontra-se em domínio público e pode ser livremente baixado ou assistido no Internet Archive.

## Sinopse
Delegado federal Larry Sutton recebe a missão de desvendar uma série de assassinatos em uma mina de rádio. Entre os suspeitos, a Senhora Borg, proprietária da mina, e o sinistro chinês Ling Yat. Mas Ling Yat se revela apenas uma isca. Larry ainda sofre a oposição do xerife local, Tex Murdock, que espera resolver os crimes antes dele.

## Elenco
| Ator/Atriz          | Personagem                  |
| ------------------- | --------------------------- |
| Randolph Scott      | Larry Sutton                |
| Charles 'Chic' Sale | Xerife Tex Murdock          |
| Mrs. Leslie Carter  | Mrs. Borg                   |
| George F. Marion    | James Ballard / Adolph Borg |
| Kathleen Burke      | Flora Ballard               |
| Ann Sheridan        | Rita Ballard                |
| James Eagles        | John Borg                   |
| Howard Wilson       | Fritz Ballard               |
| Willie Fung         | Ling Yat                    |
| Florence Roberts    | Mrs. Ballard                |